# Port lotniczy Jaque
Port lotniczy Jaque – jeden z panamskich portów lotniczych, zlokalizowany w mieście Jaque.